# شاريت (إزار)
شاريت هي بلدية في إزار في جنوب شرق فرنسا.